# Veronika Andrusenko
Veronika Andreyevna Andrusenko, nascida Popova (em russo:  Вероника Андреевна Андрусенко (Попова); Volgogrado, 20 de janeiro de 1991) é uma nadadora russa.

## Carreira

### Rio 2016
Andrusenko competiu nos 100 m livre feminino nos Jogos Olímpicos de Verão de 2016, sendo eliminada nas eliminatórias.